# Rodrigo González de Lara
Rodrigo González de Lara († nach dem 24. März 1144 in Jerusalem) war ein kastilischer Adliger aus dem Haus Lara und Herr von Lara und Liébana.

## Leben
Er war der zweite Sohn von Gonzalo Núñez de Lara († nach 1105) und dessen Frau Goto. Rodrigos älterer Bruder Pedro González de Lara war um das Jahr 1117 zum einflussreichen Favoriten der Königin Urraca von León-Kastilien (1109–1126) aufgestiegen. Um das Bündnis des Hauses Lara mit der Königin zu vertiefen, wurde Rodrigo um 1120 mit deren Schwester Sancha verheiratet. Durch die Königin protegiert wurde er in den folgenden Jahren mit mehreren Burgherrschaften (tenente) ausgestattet, wie Aguilar de Campoo, Asturias de Santillana, Castilla la Vieja, Segovia, Trasmiera und andere. Beim Herrschaftsantritt von König Alfons VII. im Jahr 1126 traten die Lara-Brüder sofort in Opposition zu diesem. Nachdem Pedro nach einer gescheiterten Belagerung von Palencia in Gefangenschaft geraten war, hatte Rodrigo die Revolte von Asturias de Santillana aus fortgeführt. Als der König im Spätsommer 1130 mit einem Heer herangezogen war, hatte Rodrigo ein Friedensgespräch mit ihm am Pisuerga vereinbart, zu dem jede Partei mit lediglich sechs Rittern erscheinen sollte. Während des Gesprächs war es nach verbalen Provokationen seitens Rodrigos zu Handgreiflichkeiten zwischen ihm und dem König gekommen. Nachdem beide von ihren Pferden gefallen waren flohen die Ritter Rodrigos, der darauf gefangen genommen wurde. Ihm wurden zunächst alle Ländereien und Titel entzogen, doch nur kurz darauf hatte er seine Unterwerfung gegenüber dem König geleistet, wahrscheinlich unter dem Eindruck des Todes seines Bruders. Er war wieder in die königlichen Dienste aufgenommen und sogar zum Statthalter von Toledo ernannt wurden. Im Jahr 1132 hatte Rodrigo an der Spitze eines großen Heeres bestehend aus Aufgeboten aus Kastilien und der Extremadura einen Feldzug gegen den Statthalter der Almoraviden von Sevilla durchgeführt, den er in einer großen Feldschlacht besiegte und tötete.
Nachdem Rodrigos erste Frau bereits im Jahr 1125 gestorben war, hatte er Estefanía von Urgell († nach 1143) geheiratet, Witwe des Fernando García de Castro (⚔ 1134), Herr von Hita und Uceda, und Tochter des Grafen Ermengol V. von Urgell. Am 1. April 1137 wird Rodrigo letztmals in einer königlichen Urkunde genannt, aber schon im Oktober desselben Jahres hatte er sich erneut mit dem König zerstritten, worauf er sich zum Gang in das Exil entschieden hatte. Er war nach Outremer in das Königreich Jerusalem gezogen wo er zur Sicherung der Straße von Jaffa nach Jerusalem die Burg „Toron des Chevaliers“ (heute Latrun) erbaute, die er dem Templerorden übergab. Zu einem unbekannten Zeitpunkt war er nach Spanien zurückgekehrt und hielt sich an den Höfen von Graf Raimund Berengar IV. von Barcelona, König García IV. von Navarra und dem maurischen Fürsten von Valencia auf. Als er schließlich an der Lepra erkrankt war, hatte er eine zweite Pilgerreise nach Jerusalem unternommen, wo er zu einem unbekannten Zeitpunkt starb. Dies muss nach dem 24. März 1144 gewesen sein, da er in dem zu diesem Datum niedergeschrieben Testament seines Schwagers-Schwiegersohns, Graf Ermengol VI. von Urgell, zu einem der Vollstrecker eingesetzt worden war, was zugleich seine letzte urkundliche Erwähnung ist.
Aus seiner ersten Ehe mit der Infanta Sancha († 1125), Tochter von König Alfons VI. von León-Kastilien, hatte Rodrigo drei Kinder, von denen allerdings nur zwei das Erwachsenenalter erreichten:
- Pedro Rodríguez de Lara († 1180);
- Elvira Rodríguez de Lara († 1159) ⚭ Graf Ermengol VI. von Urgell.

Seine zweite Ehe mit Estefanía von Urgell blieb kinderlos.